# Спомен чесма Јована Белимарковића
Спомен чесма Јована Белимарковића је чесма драгуљ у парковском простору Врњачке Бање. Подигнута је крајем 19. века и представља прву јавну врњачку чесму пијаће воде.

## Историјат
Захваљујући генералу Јовану Белимарковићу 1892. изграђен је први бањски водовод.Спроведен је из његовог забрана, у подножју Гоча, до његове виле.Део воде уступио је за јавну чесму, па је спуштена водоводна цев од виле до Државне гостионице и 1896. године на том месту подигнута је прва чесма с пијаћом водом,а приликом каптажних радова 1925. године,Спомен чесма Јована Белимарковића, одлуком Управе бање, премештена је на садашње место у северном делу парка.

## Изглед
Чесма је композитног типа, слична обелиску. Имала је натпис "Генерал Белимарковић жеднима" у првобитној верзији, а после премештања је дописано: "Обновљена 1925. Бањска управа".